# Antic Cafe
An Cafe (ou Antic Cafe) (アンティック－珈琲店－（カフェ）, Antikku Kafe) foi uma banda japonesa, formada em maio de 2003 pelo vocalista Miku, o guitarrista Bou e o baixista Kanon.

## História

### Início
O Antic Cafe começou a tocar em vários eventos. Por tocar em diversos eventos próximos a outras bandas indies pouco conhecidas, a banda começou a ganhar um pequeno conhecimento. Nessa época, a banda lançou duas faixas demo: Opu-ngu e Uzumaki senshokutai/Hatsukoi, ambas limitadas e vendidas nos shows da banda. O baterista Teruki, que pertencia anteriormente à banda Feathers-blue, se juntou em Agosto de 2003 ao Antic Cafe.
Através de um acordo com a gravadora Loop Ash, a banda lançou seu primeiro single Candyholic em Março de 2004, e em duas semanas alcançou o 2º lugar no ranking Oricon. A primeira apresentação a solo da banda ocorreu em Maio desse ano em Takadanobaba. O show, intitulado Happy Birthday Tsuyu, teve os ingressos esgotados, e nesse evento a banda distribuiu gratuitamente o single Hatsukoi. Nos meses seguintes a banda fez várias tours e lançou os singles √69 e Komou Cosmos e o live-single Touhikairo, tendo a revista Shoxx lançado um DVD especial apresentando a banda.
Em dezembro o Antic Cafe fez uma pequena tour que terminou com apresentações em Takadanobaba e no Yokohama aka renga hall. Já em 2005, o Antic Cafe lança seu primeiro EP, Amedama rock, que era uma compilação de seus singles anteriormente lançados, e logo após um novo single, Karakuri Hitei. 
Em agosto, foi anunciado, no site oficial, que as atividades da banda após o Nippon Budokan, no dia 4 de janeiro de 2010, seriam suspensas por tempo indeterminado. Isso foi decidido após muitas discussões entre os membros e o staff, que decidiram dar um tempo para repôr as energias e se preparar para uma possível volta da banda. Os motivos não foram revelados, porém alguns citam uma possível depressão do vocalista Miku.

### Consagração
No verão de 2005 o Antic Cafe lançou aos singles Tekesuta Kousen, Escapism e Merrymaking. Todas essas canções apareceram no primeiro álbum da banda, Shikisai Moment, lançado em novembro desse ano, que mostrou um lado diferente do Antic Cafe, com músicas mais evoluídas, outros estilos e novos instrumentos.
Em 2006 o Antic Cafe se consagrou como a maior banda Oshare Kei do Japão. No início do ano a banda fez uma tour por todo o Japão intitulada Nyappy go around e lançou dois novos singles: 10’s Collection March e Bonds~Kizuna. No verão começaria a tour Dance War, e em agosto a banda faria o show Yagai de nyappy no Yoyogi Park, que viria a ser lançado em DVD no final desse ano. Segui-se o lançamento de mais dois singles, Smile Ichiban Ii Onna e Snow Scene, e no final de novembro a banda apresentou seu novo álbum, Magnya Carta.

### Nova formação
Em 30 de abril de 2007, o guitarrista Bou saiu da banda e, com isso, entraram dois novos membros: o guitarrista Takuya e o tecladista Yuuki.

### An Cafe no Brasil
Após diversos boatos, o An Cafe confirmou a sua apresentação no Brasil no dia 5 de abril de 2009.

### Hiato
Em seu MySpace a banda anunciou no dia 31 de agosto de 2009 que eles entrariam em hiato por tempo indefinido após o show que ocorreria no dia 4 de janeiro de 2010 em Tokyo no Nippon Budoukan. Não se sabe direito o motivo disso, mas existem boatos que dizem que isso tudo é por causa de desentendimento com o staff. Embora eles tenham falado que eles estavam tomando esta atitude visando o progresso. Milhares de "cafekkos" compareceram neste último show, quando acabou e a banda saiu de ação apareceram os seguintes dizeres nas duas telas que tinha dentro do estádio: "Thank you , Next live, 20XX - Summer Dive, See you again." Na hora que apareceu as palavras "Next live" muitas pessoas ficaram felizes pois acreditavam que eles eles iriam voltar novamente. Os mesmos garantiram isso.

### Volta
Em 2012, após 2 anos de hiato, An Cafe anunciou que iria voltar com um Summer Dive, em setembro, lançando também seu novo álbum, Amazing Blue.

### Segundo hiato
Em 9 de janeiro de 2019, a banda entrou em um segundo "hiato indefinido" e todos os membros, menos Miku, deixaram a banda.
Em 2024, Miku faz uma pequena turnê na América Latina, passando por México, Chile e Brasil.

## Membros

### Formação Atual
- Miku – vocalista
- Takuya – guitarra
- Kanon – baixo
- Teruki – bateria
- Yuuki – teclado

### Ex-membros
- Bou – guitarra (2003–2007)

## Discografia

### Álbuns
- "Shikisai Moment" (9 de novembro de 2005)
- "Magnya Carta" (29 de novembro de 2006)
- "Gokutama Rock Cafe" (9 de abril de 2008)
- "BB Parallel World" (9 de setembro de 2009)

### Compactos
- "Candyholic" (24 de março de 2004)
- "√69" (6 de junho de 2004)
- "Komou Cosmos" (24 de novembro 2004)
- "Karakuri Hitei" (30 de março de 2005)
- "Tekesuta Kousen" (20 de julho de 2005)
- "Escapism" (24 de agosto de 2005)
- "Merrymaking" (21 de setembro de 2005)
- "10’s Collection March" (1 de março de 2006)
- "Bonds ~Kizuna~" (17 de maio de 2006)
- "Smile Ichiban Ii Onna" (20 de setembro de 2006)
- "Snow Scene" (18 de outubro de 2006)
- "Kakusei Heroism ~The Hero Without a Name~" (22 de agosto de 2007)
- "Ryuusei Rocket" (7 de novembro de 2007)
- "Cherry Saku Yuuki" (27 de fevereiro de 2008)
- "Summer Dive" (30 de agosto de 2008)
- "Aroma" (11 de março de 2009)
- "Natsu Koi ★ Natsu GAME" (12 de agosto de 2009)
- "Amazing Blue" (8 de agosto de 2012)
- "Bee Myself Bee Yourself" (12 de junho de 2013)
- "Itai onna ～No pain, no love? Japain girls in love～" (10 de julho de 2013)

### EP/LP
- "Amedama Rock" (23 de fevereiro de 2005).
- "Koakuma USAGI no Koibumi to Machine Gun" (29 de outubro de 2008)
- "Harajuku Dance Rock" (13 de março de 2009)